# Сервийи
Сервийи́ (фр. Servilly) — коммуна во Франции, находится в регионе Овернь. Департамент коммуны — Алье. Входит в состав кантона Лапалис. Округ коммуны — Виши.
Код INSEE коммуны — 03272.

## Население
Население коммуны на 2008 год составляло 265 человек.
| 1962 | 1968 | 1975 | 1982 | 1990 | 1999 | 2008 |
| ---- | ---- | ---- | ---- | ---- | ---- | ---- |
| 293  | 311  | 271  | 266  | 284  | 263  | 265  |

## Экономика
В 2007 году среди 157 человек в трудоспособном возрасте (15—64 лет) 123 были экономически активными, 34 — неактивными (показатель активности — 78,3 %, в 1999 году было 70,1 %). Из 123 активных работали 108 человек (65 мужчин и 43 женщины), безработных было 15 (7 мужчин и 8 женщин). Среди 34 неактивных 13 человек были учениками или студентами, 8 — пенсионерами, 13 были неактивными по другим причинам.

## Достопримечательности
- Церковь Св. Иоанна (XVII век)